# Coccocypselum pedunculare
Coccocypselum pedunculare là một loài thực vật có hoa trong họ Thiến thảo. Loài này được Cham. & Schltdl. mô tả khoa học đầu tiên năm 1829.